# تبريد بالسائل

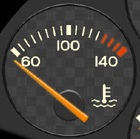

التبريد بالسائل وهو عن طريق الحمل الحراري أو عن طريق السوائل.
تقنيات التبريد بالسائل ما يلي:
- تبريد الماء
- التبريد بالحمل الحراري
- مفاعل تبريد معدني سائل
- المبرد (تبريد المحرك)

## التطبيقات

### الحوسبة
في مجال الحوسبة والإلكترونيات ، يتضمن التبريد السائل تقنية تستخدم كتلة مائية خاصة لتوصيل الحرارة بعيدًا عن المعالج بالإضافة إلى مجموعة الشرائح الأخرى. يمكن استخدام هذه الطريقة أيضًا مع طرق التبريد التقليدية الأخرى مثل تلك التي تستخدم الهواء. يكون التطبيق على الإلكترونيات الدقيقة إما بشكل غير مباشر أو مباشر، الأول يتعلق بالفئة التي تستخدم تبريد اللوح البارد، والذي يستخدم الماء كمبرد بينما، في الأخير (يشار إليه أيضًا باسم التبريد بالغمر السائل)، يتلامس سطح الرقائق مع السائل نظرًا لعدم وجود جدار يفصل مصدر الحرارة من المبرد. يوفر التبريد بالغمر أيضًا معامل نقل أعلى، على الرغم من أن هذا يعتمد على المبرد المحدد المستخدم وطريقة نقل الحرارة بالحمل الحراري. إحدى الفوائد الرئيسية التي تم تحقيقها هي تقليل الضوضاء كما أنها أكثر كفاءة. قد تتضمن التقنية بعض العيوب والمخاطر المترتبة على قرب السائل من الإلكترونيات بالإضافة إلى ارتفاع تكلفته. تعد أنظمة التبريد بالسائل أغلى من مجموعات المراوح التي تتطلب مكونات أقل مثل الخزان والمضخة وكتل المياه والخرطوم والمبرد.